# Synchortus asperatus
Synchortus asperatus là một loài bọ cánh cứng trong họ Noteridae. Loài này được Fairmaire miêu tả khoa học đầu tiên năm 1869.